# Konsument (biologia)
Konsument w biologii – organizm heterotroficzny, głównie zwierzę roślinożerne lub drapieżne żywiące się roślinożercami (lub innymi, np. owadożernymi), także człowiek. Czasami do konsumentów zalicza się także detrytusożerców.
Konsumenci stanowią w biocenozach jeden z trzech poziomów troficznych. Istnieje podział na konsumentów pierwszego (roślinożercy), drugiego i trzeciego rzędu (drapieżcy). Zwierzęta wszystkożerne mogą być zarówno konsumentami I, jak i II czy wyższych rzędów, w zależności od tego, czym się w danym momencie odżywiają.

Krążenie materii i przepływ energii odbywają się wzdłuż łańcuchów troficznych. Konsumenci z wyższych poziomów korzystają z ogniwa niższego poziomu łańcucha pokarmowego (roślinożercy i wszystkożercy zjadają rośliny, mięsożercy i wszystkożercy zjadają roślinożerców itd.). Otrzymują w ten sposób niezbędne składniki budulcowe, a także uzyskują energię zmagazynowaną w wiązaniach chemicznych związków organicznych w procesie oddychania komórkowego.